# Theope barea
Theope barea is een vlindersoort uit de familie van de prachtvlinders (Riodinidae), onderfamilie Riodininae.
Theope barea werd in 1878 beschreven door Godman & Salvin.